# Probabilità zero
Probabilità zero è un film del 1969 diretto da Maurizio Lucidi.

## Trama
Norvegia 1943: durante la seconda guerra mondiale, un aereo da ricognizione britannico precipita, finendo nelle mani dei tedeschi. Il capitano americano Duke ha il compito di recuperare l'aereo, che è dotato di un nuovo sistema radar.